# Liste der Bodendenkmäler in Haundorf
Auf dieser Seite sind die Bodendenkmäler in der mittelfränkischen Gemeinde Haundorf zusammengestellt. Diese Tabelle ist eine Teilliste der Liste der Bodendenkmäler in Bayern. Grundlage ist die Bayerische Denkmalliste, die auf Basis des Bayerischen Denkmalschutzgesetzes vom 1. Oktober 1973 erstmals erstellt wurde und seither durch das Bayerische Landesamt für Denkmalpflege geführt wird. Die folgenden Angaben ersetzen nicht die rechtsverbindliche Auskunft der Denkmalschutzbehörde.

## Bodendenkmäler in Haundorf
| Lage                | Objekt | Akten-Nr.     | Bild           |
| ------------------- | --- | ------------- | -------------- |
| Haundorf (Standort) | Ringwall vermutlich frühgeschichtlicher Zeitstellung.                                                                        | D-5-6830-0084 |                |
| Haundorf (Standort) | Archäologische Befunde im Bereich des abgegangenen neuzeitlichen Jagdschlosses mit umgebendem Wassergaben und Schlossweiher. | D-5-6830-0089 |                |
| Haundorf (Standort) | Freilandstation des Mesolithikums und Siedlung des Neolithikums.                                                             | D-5-6830-0090 |                |
| Haundorf (Standort) | Damm vor- und frühgeschichtlicher Zeitstellung.                                                                              | D-5-6830-0094 |                |
| Haundorf (Standort) | Vorgeschichtliche Siedlung.                                                                                                  | D-5-6830-0096 |                |
| Haundorf (Standort) | Vorgeschichtliche Siedlung.                                                                                                  | D-5-6830-0097 |                |
| Haundorf (Standort) | Siedlung der Urnenfelderzeit.                                                                                                | D-5-6830-0098 |                |
| Haundorf (Standort) | Grabhügel vorgeschichtlicher Zeitstellung.                                                                                   | D-5-6830-0100 |                |
| Haundorf (Standort) | Mittelalterlicher Vorgängerbau der evang.-luth. Pfarrkirche St. Johann Baptist und Körpergräber des 7. und 8. Jh.            | D-5-6830-0102 |                |
| Haundorf (Standort) | Mittelalterlicher Vogelherd und vorgeschichtlicher Grabhügel.                                                                | D-5-6830-0103 |                |
| Haundorf (Standort) | Siedlung der Bronzezeit, der Urnenfelderzeit und der späten Latènezeit.                                                      | D-5-6830-0130 |                |
| Haundorf (Standort) | Mittelalterliche und frühneuzeitliche Befunde im Bereich der Evang.-Luth. Pfarrkirche St. Wolfgang.                          | D-5-6830-0170 | weitere Bilder |
| Haundorf (Standort) | Untertägige Bestandteile der mittelalterlichen evang.-luth. Pfarrkirche St. Martin.                                          | D-5-6830-0183 |                |
| Haundorf (Standort) | Grabhügel der Bronzezeit. | D-5-6830-0206 |                |
| Haundorf (Standort) | Mittelalterliche und frühneuzeitliche Befunde im Bereich der Kath. Pfarrkirche St. Valentin.                                 | D-5-6831-0126 |                |